# Zamarada nasuta
Zamarada nasuta là một loài bướm đêm trong họ Geometridae.